# Schweizerische Philosophische Gesellschaft
Die Schweizerische Philosophische Gesellschaft (SPG) ist die grösste philosophische Gesellschaft in der Schweiz. Sie besteht aus den Mitgliedern der von ihr anerkannten Gesellschaften und aus Einzelmitgliedern. Die SPG ist Mitglied der SAGW und steht in Verbindung mit der FISP. Ihr Sitz ist der Wohnort des jeweiligen Präsidenten. Gegenwärtig ist der Präsident Claus Beisbart.

## Zweck
Der Zweck der SPG ist die Pflege und der Austausch philosophischer Erkenntnis und der Zusammenschluss der örtlichen philosophischen Gesellschaften. Sie veranstaltet philosophische Tagungen, insbesondere das alle zwei Jahre stattfindende Symposium.

## Geschichte
Die Schweizerische Philosophische Gesellschaft wurde dank Paul Häberlins Initiative hin gegründet und kam 1940 aus einem Zusammenschluss mit der Société romande de philosophie zustande. Seit 1946 ist das Organ der Gesellschaft die Zeitschrift Studia Philosophica.

## Kollektivmitglieder
Zu den von ihr als Kollektivmitgliedern anerkannten Gesellschaften gehören:
- Philosophische Gesellschaft Basel
- krino-Philosophische Gesellschaft Bern
- Philosophische Gesellschaft Zentralschweiz
- Philosophische Gesellschaft Zürich
- Philosophische Gesellschaft Ostschweiz
- Société de philosophie de Fribourg
- Café Philo Solothurn
- Società filosofica della Svizzera Italiana
- die Gesellschaften in Genf, Neuenburg und Waadt bilden zusammen die Société romande de philosophie
- Schweizerischer Verband der Philosophielehrerinnen und -lehrer an Mittelschulen
- Online-Portal philosophie.ch[7]